# Jan Akron Albín Vrchbělský
Jan Akron Albín Vrchbělský (1525, asi Vrchbělá? – 1551, Praha?) byl český překladatel, zejména bajek. Představitel českého humanismu. Je mu připisováno uspořádání a do značné míry i autorství nejrozsáhlejšího souboru české zábavné prózy 16. století, tzv. Prostějovského sborníku. Albín pro něj přeložil pravděpodobně většinu bajek, zejména Ezopových, zčásti z řečtiny, zčásti z německých verzí. Ezopovy bajky jsou ve sborníku soustředěny do části Ezopa mudrce život s fabulemi aneb básněmi jeho, která byla později vnímána i jako samostatné dílo. Vyjití souboru se však Albín nedočkal, vyšel až roku 1557 v Güntherově tiskárně v Prostějově. Albín Vrchbělský patřil do humanistického okruhu kolem Jana Hodějovského z Hodějova a Víta Traiana z Chotěřiny. Na pražské univerzitě získal titul bakaláře (1548).